# Little Green Apples
"Little Green Apples" är en amerikansk countrylåt skriven av Bobby Russell, inspelad av O.C. Smith och utgiven på singel 1968.
Sången spelades också in på svenska av Monica Zetterlund, med text av Stikkan Anderson, som "Gröna små äpplen", och utgiven som B-sida till singeln Svaret är kärleken från 1969. På Svensktoppen var det dock Jan Malmsjös inspelning på singel från 1968 som testades, och den låg på listan i en vecka, vilket skedde den 29 december 1968. Veckan därpå var den dock utslagen.